# 大冰期

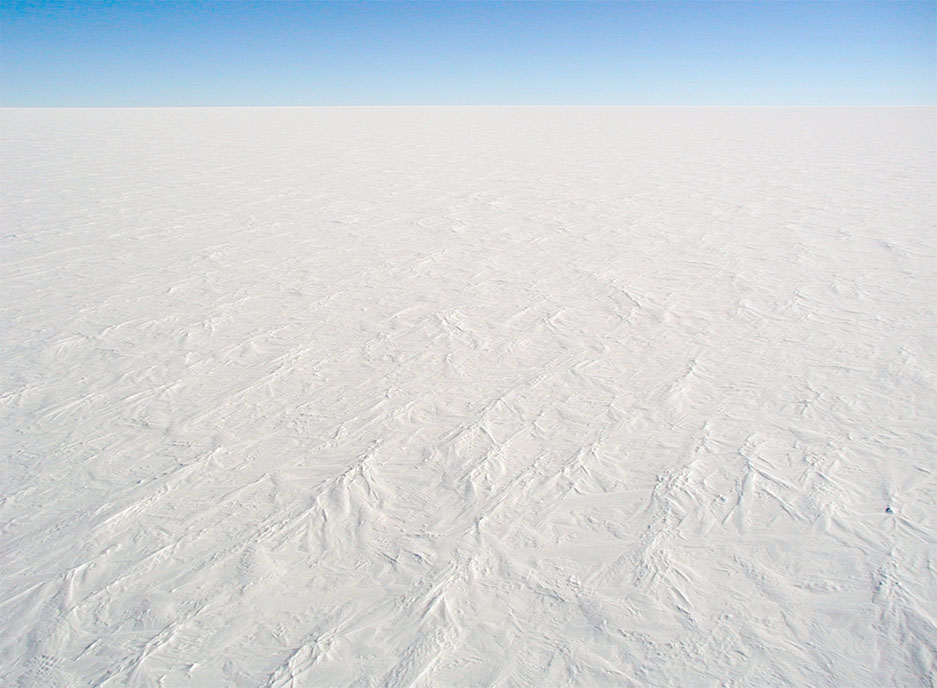
一望无际的南极冰盖

冰河時期（英語：Ice Age），又称大冰期、冰川期、冰河期，或简称冰期，是指地球大气和地表长期低温导致极地和山地冰盖大幅扩展甚至覆蓋整个大陸的時期。大冰期内部又分为幾次冰期（glacial period、或）与间冰期（interglacials）。
从冰川学的角度，南北半球出现大范围冰盖的时期即可视作大冰期。鉴于格陵兰和南北极大范围冰盖的存在，当今的地球仍处在始于260万年前更新世的第四纪大冰期的一次间冰期中，且尚无迹象表明地球正在走出这次大冰期。

## 冰期理论的起源
1742年，日内瓦工程师和地理学家皮耶·马泰尔（Pierre Martel）在阿尔卑斯山地区的夏慕尼游览。马泰尔在行记中记载，当地居民认为漂砾的产生是因为冰川曾经扩张得很远。在阿尔卑斯的其他地区也有类似说法。
当时欧洲其他国家的学者也在思考漂砾的成因。瑞典矿业专家Daniel Tilas于1742年最早提出斯堪的纳维亚和波罗的海一带出现的漂砾是海冰作用的结果。1795年，苏格兰哲学家、博物学家詹姆斯·赫顿（James Hutton）认为阿尔卑斯山漂砾的形成是冰川的作用。1818年，瑞典植物学家瓦伦贝格（Göran Wahlenberg）提出了斯堪的纳维亚半岛冰川化的理论，并认为冰川化只是局部现象。几年后，丹麦地质学家埃斯马尔克（Jens Esmark）则提出全球性的多次冰期理论，其形成是地球气候变化的结果，且与地球轨道的改变有关。

## 大冰期的成因
因為大冰期包括冰期和較小的間冰期，還有兩者夾雜在一起的周期，因此大冰期的成因仍然有許多的爭議。但幾個重要的因素已經有所共識：
- 大氣層的組成：二氧化碳、甲烷等的濃度。
- 地球軌道的變化：也就是所謂的米蘭科維奇循環，也可能和太陽在銀河系中的位置有關係。
- 板塊運動：板塊運動造成地球表面海洋和陸地位置的變動，這會影響風、洋流、氣流，造成地球能量收支上的改變。
- 太陽輸出能量的變動：如太陽活動周期性的變動。
- 地月系統的軌道動力學。
- 大隕石的撞擊：造成大氣層中的塵埃增加，也可能引發火山大規模的爆發。
- 火山爆發，特別是超級火山的噴發。
- 造山运动：山脉崛起造成大量的新鲜岩石露出地表参与风化，這個過程會吸收二氧化碳，逐漸降低大氣層溫室氣體規模，導致降溫。
- 宇宙射线：到达地球的宇宙射线可以影响大气云层的生成，从而影响气候。当地球在穿越银河系的螺旋臂时，宇宙射线的增加会导致更多云层的产生，从而引起全球气温降低。[7]

這些因素有些會互相影響，例如，地球大氣組成的變化（特別是溫室氣體的濃度）可能會影響到氣候變化，而氣候變化也會改變大氣組成（例如風化作用會改變二氧化碳的濃度）。

### 大气成分变化
大气中温室气体的比例变化对地球气候的影响最大。如“雪球地球”理论认为，元古宙末期严重的大冰期由于大气中二氧化碳的积聚而结束。

### 板块运动
大陆板块的运动从时间尺度上与历次大冰期匹配得较好。比较明确的几种可以减少或阻碍赤道海域暖水流向极区的大陆板块的分布：
- 某个大陆板块位于极区，如现在的南极洲;
- 极区海域几乎被大陆所包围，如现在的北冰洋;
- 超大陆几乎占据了整个赤道地区，如罗迪尼亚大陆在成冰纪冰河时期就位于赤道地区。

印度-澳洲板块从7000万年前开始与亚欧板块碰撞挤压，在消灭了特提斯海后，板块碰撞在4000万年前导致了青藏高原地区的上升。大约240万平方公里土地上升到雪线以上，冰雪地貌对太阳辐射的反射率比裸露地表要高70%。而且青藏高原处于中低纬度，单位面积反射的日照强度是高纬度极区冰盖的4-5倍。而且青藏隆起导致大气环流改变，中国副热带高压区的降水增多，降低了大气中二氧化碳含量。北美洲的科罗拉多高原的隆起具有类似效果。因而从1990年代起，很多研究指出第四纪变冷（Cenozoic Cooling）与这种上升构造运动有直接关系。
巴拿马地峡约在300万年前形成，这是人类从猿进化600万年以来地球上最重要的地质事件。巴拿马地峡的形成切断了大西洋与太平洋的热带海水交换，可能启动了第四纪大冰期。

### 太陽輸出能量的變動
太陽能量輸出的變化至少有兩種類型：
- 长期變化：天文物理學家認為太陽輸出的能量每10億年會增加10%。每10億年增加10%的能量輸出，足以造成地球上溫室效應的失控－ 溫度的上升會使水蒸氣的量增加，而水蒸氣是溫室氣體（比二氧化碳更強的溫室氣體），這會造成一種惡性循環[來源請求]。
- 短期變化：有些可能會造成能量的捕獲。由於太陽很巨大，計有的不平衡和負回饋的過程和影響需要很長的時間，所以這些過程會回饋過度又造成不平衡...等等。（"長時間"在這兒指的是數千年至百萬年的時間[來源請求]。）太阳黑子的周期，如蒙德极小期（Maunder minimum），与16世纪持续到19世纪的小冰期高度符合。

太陽能量的長期增長不是造成冰河期的原因。
最著名的短期變化是太陽黑子周期，特別是蒙德極小期，它與小冰期最冷的部分時間相關聯。如同米蘭科維奇循環一樣，以太陽黑子的效應來解釋冰河期的開始和結束會太微弱和太頻繁了，但是很有可能有助於解釋其中的一些溫度變化。

## 历次冰河時期

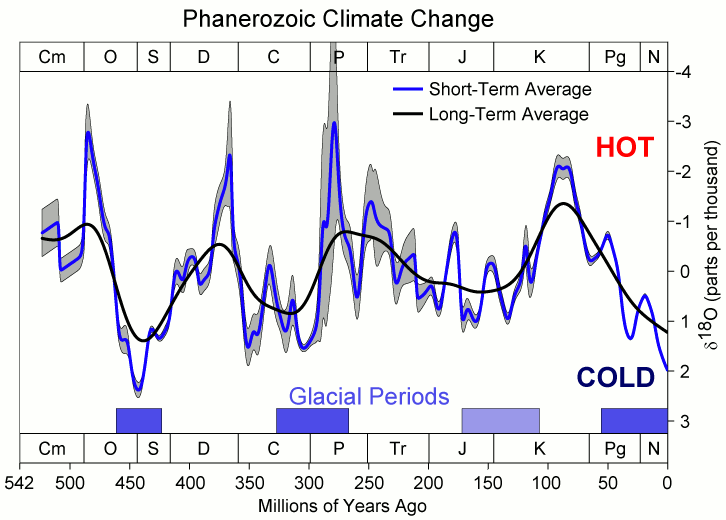
显生宙以来氧同位素显示的历次大时期，其中亮蓝色柱状表示侏罗纪-白垩纪可能由于当时大陆的分布而未发生的一次大冰期

地球形成以來大冰期至少出現過5次。大冰期中，溫度下降，改變了地球表面的植物相和生物的生存環境，許多生物因此面臨滅亡或被迫遷移，只有能夠適應環境的物種，才能倖存下來。

### 古元古代冰河時期
休倫冰河時期（Huronian），出现于24亿到21亿年前。由于主要冰盖遗迹证据在休伦湖北岸被发现而命名。这可能是地球上最严重最漫长的寒冷期。其成因可能是大氧化事件，大气层中急剧增加的氧气破坏了原始大气中的主要温室气体甲烷与二氧化碳所致。寒冷期的結束，為真核生物的出現打下了基礎。

### 新元古代冰河時期
成冰纪大冰期，又称“雪球地球事件”，出现于新元古代成冰纪，从7.2亿到6.3亿年前。这是自休伦冰期后地球最严重的寒冷期，极地冰盖扩展到赤道，海洋也完全冻结，形成了全球性的大冰期。火山喷发的二氧化碳因地球生物不能光合作用而逐步累积，最终形成的温室效应使得地球走出冰封。随后是埃迪卡拉生物群标志着多细胞生物的出现，以及寒武纪生命大爆发，各种生物的门基本都出现了。

### 早古生代冰河時期
安第斯-撒哈拉大冰河時期，时间跨度较小，出现于古生代晚奥陶纪与志留纪，从4.6亿年前到4.3亿年前。

### 晚古生代冰河時期

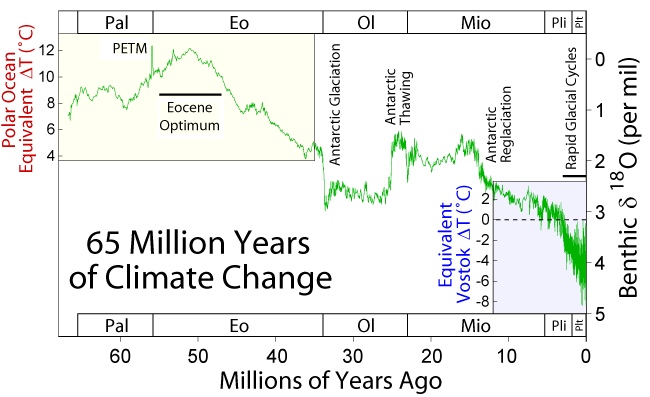
6500万年来氧同位素记录的气候变化，可见3400万年前南极冰盖开始形成，2500万年前南极冰盖大部溶化，1300万年前南极冰盖重新形成。现在的平均温度比始新世气候最适宜（Eocene Climatic Optimum）时期要低10度以上

晚古生代大冰期，又称卡鲁大冰期（Karoo Ice Age （页面存档备份，存于）），出现于古生代末期的石炭纪与二叠纪，从3.6亿年前到2.6亿年前。因南非卡鲁地区发现的冰盖证据而命名。可能的原因是在此前的泥盆纪陆生植物大量繁育，导致地球大气中氧含量的增加、二氧化碳的大幅减少所致。

### 晚新生代大冰期
晚新生代大冰期，也称第四纪大冰期（Quaternary glaciation）、更新世大冰期（Pleistocene glaciation）、南极大冰期、当前大冰期（current ice age）或直接叫做大冰期（the ice age），开始于258万年前的上新世晚期（另一說為2000萬年前南極大陸出現永久冰蓋之時開始），延续至今。此次大冰期中，地球处于冰期与间冰期交替出现的旋回。目前，地球上的大陆冰盖仅存在于南极洲、格陵兰、巴芬岛等处。

## 冰期与间冰期

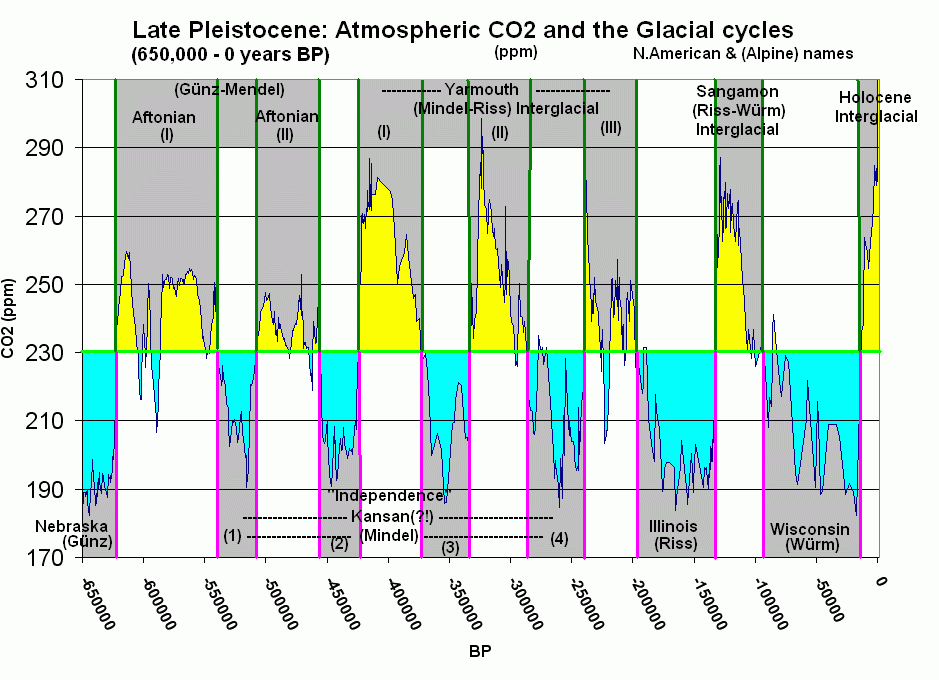
65萬年來南極洲的冰蕊所記錄的大氣二氧化碳濃度而劃分的冰期/間冰期週期

距離現代較近的第四纪冰河时期的間冰期約為4萬年，以後縮短為1萬年。上一次冰期是約1萬年前。
| 名稱                        | 間冰期/冰期 | 年代（年）               | MIS           | 世     |
| --------------------------- | ----------- | ------------------------ | ------------- | ------ |
|                             | 間冰期      | 1萬2千年前至今           | MIS1          | 全新世 |
| 沃姆冰期 Würm glaciation    | 冰期        | 11萬年前至1萬2千年前     | MIS2-4 & 5a-d | 更新世 |
| 里斯-沃姆間冰期 Riss-Würm   | 間冰期      | 13萬年前至11萬年前       | MIS5e         | 更新世 |
| 里斯冰期 Riss               | 冰期        | 20萬年前至13萬年前       | MIS6          | 更新世 |
| 民德-里斯間冰期 Mindel-Riss | 間冰期（s） | 30/38萬年前至20萬年前    | MIS7          | 更新世 |
| 民德冰期 Mindel             | 冰期（s）   | 45萬5千年前至30/38萬年前 |               | 更新世 |
| 古薩-民德間冰期 Günz-Mindel | 間冰期（s） | 62萬年前至45萬5千年前    |               | 更新世 |
| 古薩冰期 Günz               | 冰期        | 68萬年前至62萬年前       |               | 更新世 |
| Waalian                     | 間冰期      | 54萬年前至47萬年前       |               | 更新世 |
| 多瑙第二冰期 Donau II       | 冰期        | 55萬年前至54萬年前       |               | 更新世 |
| Tiglian                     | 間冰期      | 58萬5千年前至55萬年前    |               | 更新世 |
| 多瑙第一冰期 Donau I        | 冰期        | 60萬年前至58萬5千年前    |               | 更新世 |
| Pastonian interglacial      | 間冰期      | 80萬年前至60萬年前       | MIS63         | 更新世 |
| Pre-Pastonian glaciation    | 冰期        | 130萬年前至80萬年前      |               | 更新世 |
| Bramertonian Interglacial   | 間冰期      | 155萬年前至130萬年前     |               | 更新世 |

## 外部連結
- Cracking the Ice Age （页面存档备份，存于） from PBS
- 冰河新世紀